# Italochrysa insignis
Italochrysa insignis is een insect uit de familie van de gaasvliegen (Chrysopidae), die tot de orde netvleugeligen (Neuroptera) behoort. 
Italochrysa insignis is voor het eerst wetenschappelijk beschreven door Walker in 1853.